# 裏那圭
裏那 圭（うらな けい）は日本の漫画家。

## 経歴
2022年に『週刊少年マガジン』にてバトルアクション漫画、『ガチアクタ』を連載。また「次にくるマンガ大賞2022」コミックス部門でGlobal特別賞を受賞。

## 人物・エピソード
- 好きな漫画は「ソウルイーター」[3]
- 『ガチアクタ』グラフィティデザイン担当の晏童秀吉とはネットで知り合い、イベントで共にライブペイントをした仲。もともとはそれぞれで活動していたが「この漫画の中に晏童秀吉の落書きを入れたら格好いいんじゃね？」というところから始まり、それだったらこれまでに漫画になかった形態にできるんじゃないか、と思案しあってこの形態になった。[3]

## 作品リスト
詳細は各リンク先を参照。
- 脳枷（『別冊少年マガジン』2018年7月号） - 2018年3月期MGP入選作品。
- 獅鬼童（『別冊少年マガジン』2020年3月号） - マガジン新人漫画賞入選作。
- 『ガチアクタ』講談社〈少年マガジンKC〉既刊15巻（『週刊少年マガジン』2022年12号 - 連載中）